# Parrotiopsis jacquemontiana
Parrotiopsis jacquemontiana — вид квіткових рослин родини чарівногоріхових (Hamamelidaceae).

## Назва
Вид названо на честь французького ботаніка Віктора Жакмона (1801—1832).

## Поширення
Поширений у західній частині Гімалаїв в Індії та Пакистані. Росте в підліску хвойних лісів, а також на безлісних ділянках та узліссях. Трапляється на висотах від 1200 до 2800 метрів.

## Опис
Невисоке дерево, виростає до 6 метрів заввишки і 4 метри в ширину, з гермафродитними квітами, що ростуть у щільних пучках тичинок з квітня по червень. Квітки запилюються комахами. Кора і пагони сірі, бруньки оксамитові .

## Використання
Його деревина міцна і часто використовується для ручок, палиць тощо. Гілочки використовуються для кошиків і мотузки.